# Štandart (fregata 1703)
La fregata Štandart (in russo Штандартъ?) fu costruita sotto la supervisione diretta dello Zar Pietro il Grande, prima nave della flotta del Baltico e fu la prima nave ammiraglia della Marina Imperiale Russa, e rimase in servizio fino al 1727. Il nome Štandart le era stato dato in onore della conquista russa dell'accesso al Mar Baltico. Fino al maggio 1703, l'aquila bicipite sullo stendardo reale era raffigurata con mappe di tre mari: Mar Bianco, Mar Caspio, e Mare d'Azov. Dopo la presa della fortezza di Nyenschanz da parte delle truppe russe e quindi l'apertura dell'accesso al Mar Baltico, sullo stendardo apparve la quarta mappa del Mar Baltico.

## Storia

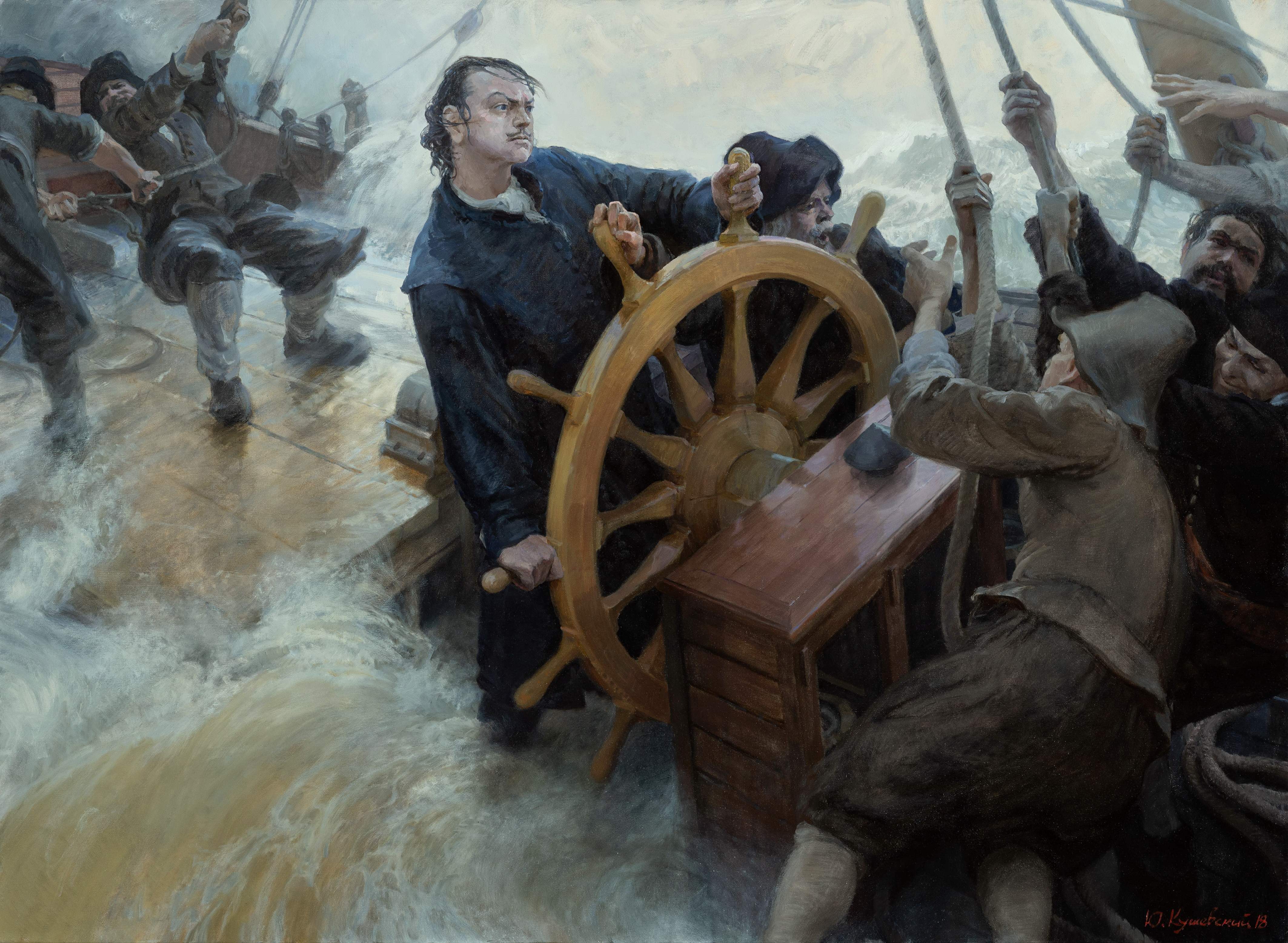
Pietro il Grande al timone della fregata Štandart in un dipinto di Ju. A. Kuševskij.

La chiglia della fregata Štandart fu posata il 24 aprile 1703 presso il cantiere navale Oloneckij, sito nelle vicinanze di Olonec, per decreto dello zar Pietro I di Russia e su ordine emesso dal comandante Aleksandr Danilovič Menšikov. La nave fu costruita in cinque mesi dal maestro d'ascia olandese Vybe Gerens sotto la diretta supervisione dello zar, che aveva appreso le tecniche di costruzione navale dagli olandesi durante il suo tour della Grande Ambasciata nell'Europa occidentale (1697–1698). Il designo costruttivo della Štandart combinava le tecniche delle scuole di costruzione navale inglesi e olandesi. Esso prevedeva una struttura della nave ampia, quasi quadrata, e il doppio fondo della nave era piatto, riducendo così il pescaggio. L'alto sartiame delle vele era in stile inglese. La fregata fu varata il 22 agosto 1703 e salpò per la prima volta l'8 settembre 1703 raggiungendo San Pietroburgo con a bordo lo zar Pietro I che navigava sotto lo pseudonimo di capitano Pëtr Michajlov. Essa fu la prima nave ad entrare in servizio nella flotta del Baltico, e prima nave ammiraglia della Marina Imperiale Russa. L'equipaggio, nel 1703, era compreso tra le 120 e le 150 persone.
La fregata prese parte alla Grande guerra del Nord. Dal 5 al 10 giugno 1705, in forza alla squadra navale del viceammiraglio Cornelius Cruys, la Štandart partecipò al fallito attacco portato dalle navi dell'ammiraglio Cornelius Anckarstjerna all'isola di Kotlin.
Ogni anno, nella campagna dal 1705 al 1709, da maggio a ottobre, come parte dello stessa squadra navale, si recava a Kronshlot per proteggere San Pietroburgo dal mare, e in inverno si recava sulla Neva. Durante il corso della campagna navale 1705-1709, la Štandart intraprese crociere di navigazione sino a Krasnaja Gorka ed eseguito a manovre di addestramento in rada. Nell'autunno del 1709, a causa del degrado, la fregata si rivelò non idonea al servizio e fu portata all'Ammiragliato di San Pietroburgo, dove fu posta su uno scalo di alaggio per la sostituzione del legname marcito.
Nel 1710 la Štandart al suo armamento furono aggiunti quattro cannoni, rendendola così una fregata da 28 cannoni Il 4 luglio 1711 la fregata fu nuovamente varate e trasferita a Kronštadt. Nel 1712, come parte di uno squadra navale russa, partecipò ad un viaggio di crociera tra Gora-Valdai e Biorke, e fece anche parte della flotta navale operante vicino all'isola di Kotlin. Nel 1713, come parte di uno squadra di navi della flotta del Baltico, partecipò a una crociera di addestramento vicino a Krasnaja Gorka e alle Isole Berëzovye. Dal 1714 non andò più per mare.
Nel 1725, con decreto dell'Ammiragliato, la fregata fu trasferita al porto di Kronverk e tirata a terra in quanto doveva essere conservata come monumento alla prima nave della flotta baltica. Nel 1727 la zarina Caterina I di Russia ordinò un'ispezione che doveva determinare se la nave fosse in grado di sopportare un altro ciclo di grandi lavori. Durante un tentativo di sollevare la nave sopra la linea di galleggiamento, lo scafo venne tagliato a metà dai cavi utilizzati nel procedimento. Radiata in quello stesso anno su ordine della zarina, lo scafo della nave era così fatiscente che nel 1730 dovette essere smantellata. Caterina I ordinò che fosse costruita una nuova nave con lo stesso nome.

### Annotazioni
1. ↑  Si trattava di pezzi da 8, 6 e 3 libbre.

### Fonti
1. 1 2 3 4  Chernyshev 1997, p. 182.
2. ↑  Shirokorad 2007, pp. 64-65.
3. ↑  Chernyshev 1997, p. 181.
4. ↑  Shirokorad 2007, p. 64.
5. ↑  Veselago 1872, pp. 74-75.
6. ↑  Veselago 2013, p. 144.
7. ↑  Veselago 1872, p. 74.
8. ↑  Veselago 2013, p. 207.
9. ↑  Chernyshev 1997, pp. 182-183.
10. ↑  Veselago 2013, p. 524.
11. 1 2  Chernyshev 1997, p. 183.
12. ↑  Veselago 2013, p. 206.